# Кривченя Данило Юліанович
Данило Юліанович Кривченя (16 березня 1938) — український учений у галузі дитячої хірургії. Доктор медичних наук, професор. Академік АН ВШ України з 1993 р.

## Біографія
Народився 16.03.1938 р. в с. Верхи Брестської обл. (Білорусь). 
Закінчив з відзнакою Київський медичний інститут (1960). Лікар-хірург Черкаської обласної туберкульозної лікарні (1960—1963). Аспірант (1963—1966), асистент (1966—1972), доцент (1973—1980), професор (1980) кафедри торако-абдомінальної хірургії Київського медінституту. 
Кандидатську дисертацію на тему «Відкрита артеріальна протока, діагностика, гемодинаміка та хірургічне лікування» захистив у 1967 р., докторську — «Хірургічне лікування набутих вад серця у дітей та підлітків» — в 1978 р. Учень академіків М. М. Амосова та О. О. Шалімова. Заснував і очолював кафедру дитячої хірургії в Інституті удосконалення лікарів (1980—1992) та клініку складних вад розвитку у дітей в Інституті педіатрії, акушерства та гінекології АМН України (з 1980 р.). Завідувач кафедри дитячої хірургії Національного медичного університету ім. О. О. Богомольця (з 1992 р.). Має вищу атестаційну категорію, володіє повним об'ємом хірургічних втручань у торакальній та абдомінальній порожнині.

## Наукова діяльність
Створив школу дитячих хірургів. Розробив і удосконалив діагностику та вперше в Україні виконав оригінальні операції при складних вадах розвитку — подвійній дузі аорти, аномальній підключичній артерії, петлі легеневої артерії, транспозиції магістральних судин у новонароджених, а також сегментарну резекцію при вродженій емфіземі легень. Розробив та вперше виконав трахеопластику та аортопексію при трахеомаляції та компресійних стенозах трахеї. Вперше у світовій практиці для зняття респіраторного дистрес-синдрому запропонував та виконав операції транслокації діафрагми при аплазії легені, розкрив анатомо-патофізіологічні особл.ивості перебігу цієї вади та необхідність її хірургічної корекції, котра заперечувалась протягом століть. Розробив алгоритм надання допомоги дітям з синдромом портальної гіпертензії. Розробив методики сегментарних органозберігаючих операції при захворюваннях селезінки, печінки та підшлункової залози.
Автор понад 350 наукових праць. Має 35 авторських свідоцтв та патентів на методи операцій і хірургічні інструменти. Автор 5 монографій та декількох навчальних посібників.
Підготував 9 докторів та 30 кандидатів наук.
Головний дитячий хірург Міністерства охорони здоров'я України (1989—2004). Президент Всеукраїнської асоціації дитячих хірургів (з 1993 р.). Член ВАК (2000—2006) та РПК за спеціальністю «хірургія».
Заслужений діяч науки і техніки України (1997).
У 2006 році очолювана Данилом Юліановичем Всеукраїнська асоціація дитячих хірургів за високі досягнення в наданні якісної хірургічної допомоги була нагороджена міжнародною премією «Золотий Отіс» (Польща). На грошову частину цієї премії члени Асоціації придбали дитячий цистоуретероскоп – апарат, що дозволяє діагностувати й оперувати дітей зі складними дефектами сечостатевої системи. У 2011 отримав нагороду Ярослава Мудрого АН ВШ України.